# Centrifugál regulátor
A centrifugál regulátor a szabályozók egy fajtája, mely egy gép fordulatszámának (szögsebességének) szabályozására szolgál változtatva az üzemanyag, vagy gőzgép és gőz-, illetve vízturbinák esetében a hozzáfolyó munkaközeg mennyiségét annak érdekében, hogy a fordulatszámot közel állandó értéken tartsa a változó terheléstől függetlenül. A centrifugál regulátorok az esetek túlnyomó többségében arányos szabályozók.
Működése közismert a gőzgépnél, ahol a hengerbe beömlő gőz mennyiségét vezérli. Alkalmazzák belsőégésű motoroknál és különböző turbináknál is.
Az ábrán egy gőzgép centrifugál regulátora látható. Ennél az ingán felfüggesztett súlyok rudazat közvetítésével egy fojtószelepet mozgatnak. A centrifugál regulátor tengelye közvetlen kapcsolatban van a gőzgép tengelyével. Ezért ha a fordulatszám nő, a golyókra ható centrifugális erő is nő, tehát a golyók szétterpesztése is nő és ezzel zárják a fojtószelepet, minek következtében a fordulatszámot visszaszabályozza a kívánthoz közeli értékre. A fordulatszám csökkenésekor a golyókra ható centrifugális erő csökken, a golyók a tengely felé mozdulnak el, és a fojtószelep a rudazaton keresztül nyílik: több gőzt ereszt a hengerbe, a fordulatszám nő. Ebben az esetben a golyókat a súlyuk törekszik visszamozgatni egyensúlyi helyzetükbe. 
Vannak olyan centrifugál regulátorok, melyeknél a tömegeket rugó téríti vissza és rudazat helyett hidraulika vagy pneumatika végzi a szelep nyitását-zárását. 
James Watt első regulátorát 1788-ban tervezte üzlettársának, Matthew Boultonnak javaslat alapján. Egy kúpingás szabályozó volt, Watt a gőzgép tökéletesítésére kidolgozott egyik utolsó találmánya. James Watt soha nem állította, hogy a centrifugál regulátor az ő találmánya lett volna. Ilyeneket használtak a távolság és nyomóerő szabályozására szélmalmok és malomkövek között már a 17. századtól. Ennélfogva félreértés azt gondolni, hogy James Watt ennek az eszköznek a feltalálója.
Watt regulátorának óriás szobra áll Smethwickben, Angliában. 
A régi rugó-hajtású gramofonok (lemezjátszók) tárcsája fordulatszámának szabályozására szintén centrifugál regulátort használtak, ahol a regulátor fékkel csökkentette a kezdetben gyors forgást. Hasonló megoldást használtak a régi tárcsázós telefonoknál, ahol centrifugál regulátor szabályozta a tárcsa sebességét. 
A centrifugál regulátor működését önmagában nem lehet különválasztani a szabályozásra szoruló gép és a beavatkozó mechanizmus analízise nélkül. A szabályozási rendszerek működésével és stabilitásuk vizsgálatával az alkalmazott mechanika külön tudományága, a szabályozáselmélet foglalkozik, melynek egyik első művét James Clerk Maxwell írta meg 1868-ban híressé vált tanulmányában „On governors” (A szabályozókról) címmel, melyet ma is a visszacsatolásos szabályozáselmélet alapművének tartanak.
A BME Gépészmérnöki Karának logóján is egy stilizált centrifugál-regulátor szerepel.